# Heinrich Böwe
Otto Gustav Heinrich Böwe (* 22. Juni 1882 in Neustadt-Magdeburg; † 18. Oktober 1931 in Berlin) war ein deutscher Bauunternehmer und Gastwirt.

## Leben
Böwe wurde als Sohn des in der Charlottenstraße 5 in Neustadt wohnenden Maurers Heinrich Böwe und seiner Ehefrau Emma Böwe, geborene Rotte geboren. Er ergriff den Beruf seines Vaters, der später als Bauunternehmer in Fermersleben tätig war, wo man an der Adresse Adolfstraße 4 lebte. In Fermersleben heiratete Böwe am 2. Oktober 1906 Anna Martha Lausch, Tochter des bereits verstorbenen Gastwirts Adolf Lausch. Er übernahm das Geschäft seines Vaters und firmierte in den 1910er Jahren als Böwe junior, Architekt und Maurermeister in Salbke, zunächst an der Adresse Alt Salbke 2, dann in der Blumenstraße 6, die er, wie auch das Nachbarhaus Blumenstraße 5, erworben hatte. Im benachbarten Fermersleben richtete er 1916 auf dem Gelände des ehemaligen Mahrenholzhofes, dessen Eigentümer er war, ein Kinematographentheater mit 347 Sitzen ein.

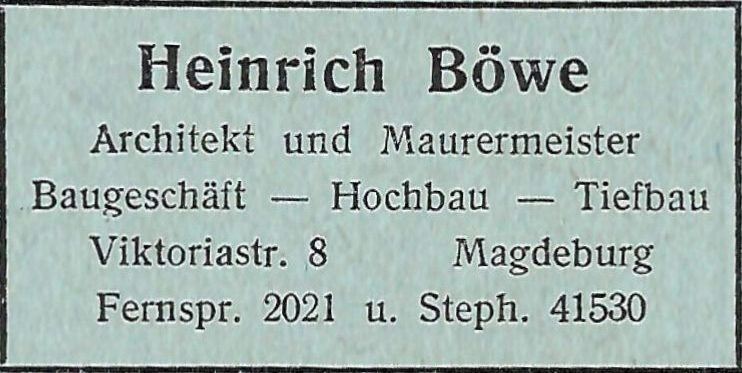
Anzeige im Magdeburger Fernsprechbuch, Ausgabe Juli 1928

Sein Baugeschäft hatte später in den 1920er Jahren seinen Sitz in der Viktoriastraße 8 in der Magdeburger Innenstadt, während Böwe selbst in Buckau in der Schönebecker Straße 39 wohnte.
Nachdem Böwe als Unternehmer in Magdeburg 1929 bankrottgegangen war, ließ er sich im selben Jahr in Berlin nieder, wo er die Gaststätte „Richardburg“ in der Richardstraße 35 in Neukölln übernahm. Im August 1930 beschloss Böwe, dessen Umsatz aufgrund der Weltwirtschaftskrise massiv eingebrochen war, sein Lokal dem SA-Sturm 21 als Sturmlokal zur Verfügung zu stellen, der ihm als Gegenleistung einen Mindestumsatz von 30 Tonnen Bier pro Monat garantierte. Böwe wurde daraufhin auch Mitglied der NSDAP. 
Die Neuköllner Kommunisten sahen dies als einen Einbruch in ihre Domäne. Nach erfolglosen Ankündigungen eines Mietstreiks durch kommunistische Anwohner des Hauses beschloss die KPD-Bezirksleitung von Berlin-Brandenburg, gegen Böwes Lokal vorzugehen. 
Auf Initiative des politischen Leiters des Bezirks, Walter Ulbricht, fand am 15. Oktober in der Richardstraße ein unangemeldeter Zug von Angehörigen des Kampfbundes gegen den Faschismus statt, der Böwes Sturmlokal zu einem bestimmten Zeitpunkt überfallen sollte. Als Täuschungsmanöver sammelten sich zeitgleich angemeldete Demonstranten aus der KPD in der nahegelegenen Hermannstraße. Gegen 18.30 Uhr wurde Böwes Lokal schließlich von den Kampfbündlern überfallen. Etwa zeitgleich wurde das Ausfahrtstor des nächsten Polizeireviers durch ein Schloss mit starker Kette versperrt. Bei dem Überfall auf seine Gaststätte erlitt Böwe durch einen Querschläger eine Kopfverletzung, an der er wenige Tage später im Krankenhaus Am Urban starb. Zudem wurden weitere Personen schwer verletzt.

## Prozess
Ein Prozess wegen des Vorfalls endete ohne Verurteilungen. Nach 1933 wurde der Fall von den Nationalsozialisten neu aufgerollt. In einem 1935 begonnenen Prozess wurden 25 Personen wegen angeblicher Beteiligung an dem Mord an Böwe bzw. dem Überfall auf sein Lokal angeklagt. Der Prozess endete am 29. Februar 1936 mit Verurteilungen von sechzehn Personen, von denen fünf die Todesstrafe erhielten: Die Arbeiter Bruno Schröter, Paul Zimmermann, Walter Schulz und drei weitere wurden nach Verwerfung ihrer Revisionsanträge am 8. Juli 1937 in der Strafanstalt Plötzensee hingerichtet. 
Ein seit Oktober 1935 von Exilantenkreisen in Prag organisierter Untersuchungsausschuss kam hingegen in einem „Gegenprozess“, in dem Tatzeugen verhört wurden, zu der Auffassung, dass nur zwei Angeklagte, Schulz und Zimmermann, mit dem Überfall auf Böwes Lokal in einer Beziehung standen, während die übrigen vierzehn Angeklagten unschuldig seien.